# Lån (sport)

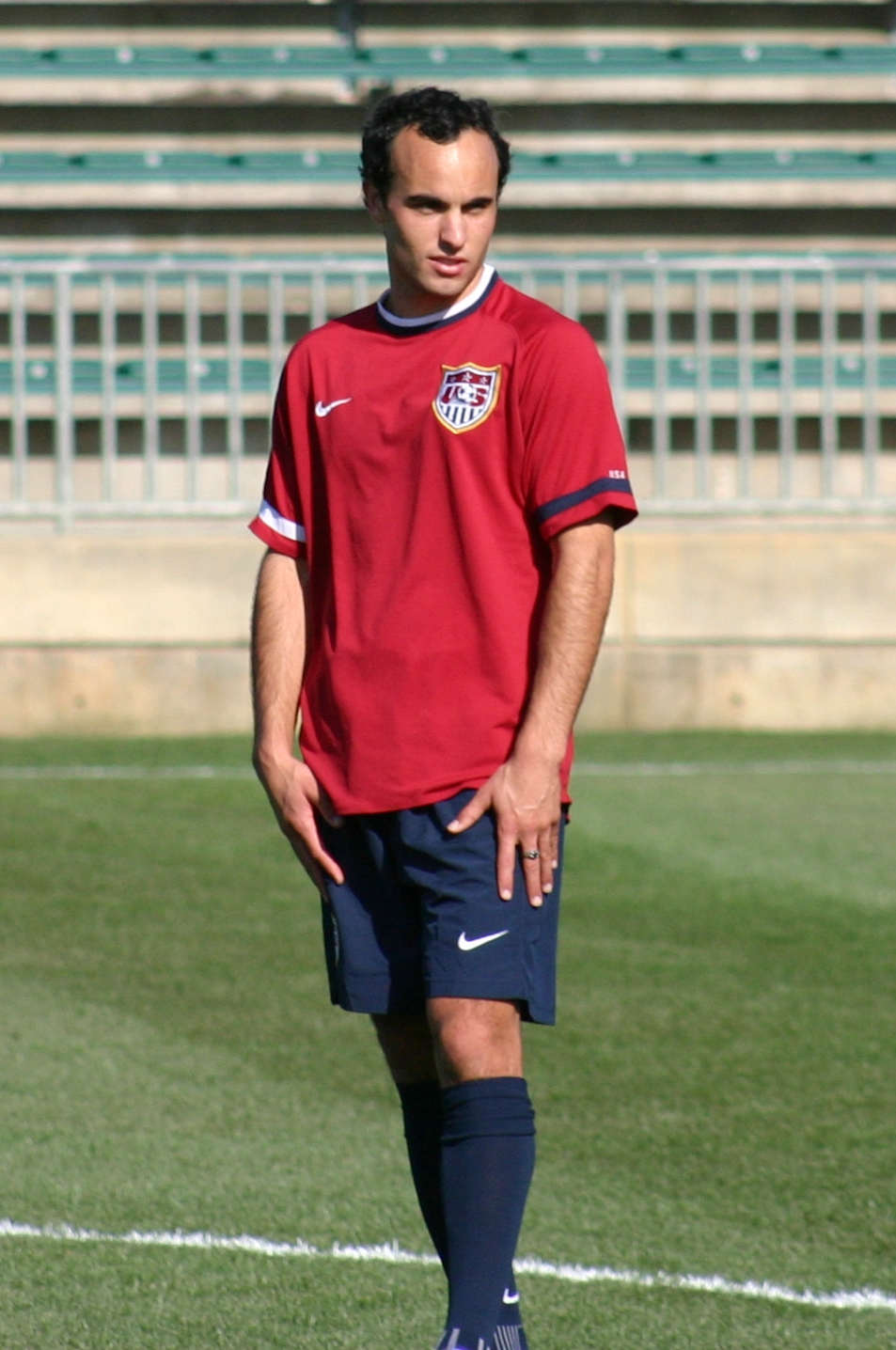
Los Angeles Galaxy-spelaren Landon Donovan spelade i engelska Premier League-laget Everton på lån från januari 2010 fram tills starten av MLS-säsongen 2010.

Inom sport innebär ett lån att en viss spelare tillåts att tillfälligt spela för en annan klubb än den spelaren är kontrakterad för. Spelare kan vara utlånade allt från några veckor till säsongslån.
Spelare kan lånas ut till andra klubbar av flera skäl. Oftast är det unga spelare som lånas ut till en klubb i en lägre liga för att få värdefull A-lagserfarenhet. I detta fall fortsätter oftast klubben som lånar ut spelaren att betala spelarens lön. Vissa klubbar har avtal med så kallade samarbetsklubbar, där de kan låna ut sina spelare, till exempel Manchester United och Royal Antwerp, eller Arsenal och Beveren.
Det finns även så kallade 24-timmarslån, där klubben som lånar ut spelaren kan kalla tillbaka honom till laget inom 24 timmar.